# كريستيان مينديز
كريستيان مينديز هو لاعب كرة قدم برازيلي في مركز حراسة المرمى، ولد في 23 ديسمبر 1972 في ريو دي جانيرو في البرازيل. لعب مع SC Austria Lustenau ‏.

## وصلات خارجية
- كريستيان مينديز على موقع قاعدة بيانات كرة القدم.إي يو (الإنجليزية)
- كريستيان مينديز على موقع عالم كرة القدم.نت (الإنجليزية)